# 야마네 미키
야마네 미키(일본어: 山根 視来, 1993년 12월 22일 ~ )는 일본의 축구 선수로 현재 미국 메이저 리그 사커의 로스앤젤레스 갤럭시에서 라이트 백으로 활약하고 있다.

## 선수 경력

### 클럽
2016년 J1리그의 쇼난 벨마레에서 데뷔하여 2019 시즌까지 공식전 118경기 3골을 기록하며 J2리그 2017 우승 및 차기 시즌 1부 리그 재승격에 일조했고 2019 시즌을 마친 뒤 가와사키 프론탈레로 이적하여 2023 시즌까지 공식전 166경기 11골을 기록하며 J1리그 2회 연속 우승(2020, 2021)과 J1리그 2022 준우승, J리그컵 2020 시즌 4강, 천황배 2회 우승(2020, 2023) 및 2021 시즌 4강 진출, 2021년 일본 슈퍼컵 우승, 2022년 일본 슈퍼컵 준우승, 2021년 AFC 챔피언스리그 16강 진출 등을 이끌었으며 3회 연속 J1리그 미드필더 부문 베스트 11(2020, 2021, 2022)에 선정되는 영예를 안기도 했다.
그 후 2024 시즌을 앞두고 미국 메이저 리그 사커의 명문 구단인 로스앤젤레스 갤럭시와 입단 계약을 체결한 뒤 2024 시즌 공식전 40경기에 출전하며 팀의 10년만의 MLS컵 통산 6번째 우승에 공헌했다.

### 국가대표팀
2021년 3월 25일 자신의 고향인 요코하마에서 열린 대한민국과의 친선전에서 국제 A매치 데뷔전을 치르자마자 A매치 데뷔골을 터뜨리며 팀의 3-0 승리에 일조했다.
그 후 홈에서 열린 2022년 EAFF E-1 풋볼 챔피언십에도 출전하여 팀의 9년만의 동아시안컵 우승을 이끈 뒤 5개월 후 2022년 FIFA 월드컵 본선에도 출전하여 일본의 2회 연속이자 통산 4번째 월드컵 16강 진출에 기여했으나 이후 일본 대표팀과는 인연을 맺지 못했고 2022년까지 국제 A매치 통산 16경기에서 2골을 기록했다.

## 통계
| 일본 | 일본 | 일본 |
| 연도 | 출전 | 득점 |
| ---- | ---- | ---- |
| 2021 | 6    | 1    |
| 2022 | 10   | 1    |
| 통산 | 16   | 2    |

## 대회 성적

### 클럽
쇼난 벨마레
- J2리그: 우승 (2017)

가와사키 프론탈레
- J1리그: 우승 (2020, 2021), 준우승 (2022)
- J리그컵 : 4강 (2020)
- 천황배 : 우승 (2020, 2023), 4강 (2021)
- 일본 슈퍼컵: 우승 (2021), 준우승 (2022)

 로스앤젤레스 갤럭시
- MLS컵 : 우승 (2024)

### 국가대표팀
일본
- EAFF E-1 풋볼 챔피언십 : 우승 (2022)

### 개인 수상
- J1리그 베스트 11 미드필더 부문 : 2020, 2021, 2022